# 홍천 물걸리 석조대좌 및 광배
홍천 물걸리 석조대좌 및 광배(洪川 物傑里 石造臺座 및 光背)은 대한민국 강원특별자치도 홍천군 내촌면 대승사에 있는 신라의 석조대좌와 광배이다.
1971년 7월 7일 대한민국의 보물 제544호 홍천 물걸리 불대좌 및 광배(洪川 物傑里 佛臺座 및 光背)으로 지정되었다가, 2010년 8월 25일 현재의 명칭으로 변경되었다.

## 개요
강원특별자치도 홍천군 내촌면 물걸리의 대승사에 있는 것으로, 불상은 없고 광배와 대좌만 남아 있다.
완전한 배(舟) 모양의 광배는 가운데에 연꽃무늬와 덩쿨무늬가 새겨지고 가장자리에는 불꽃모양이 섬세하고 화려하게 조각되어 있다. 윗부분과 좌우 등 9곳에 작은 부처가 새겨져 있는데 각기 손모양을 달리하고 있는 특징이 있다.
광배를 받치고 있는 대좌(臺座)는 3단으로 구성된 8각 모양이다. 맨 아래에는 아래로 향한 연꽃무늬가 각 면에 새겨져 있고, 모서리에는 작은 귀꽃이 있다. 중간의 각 면에는 불상과 악귀를 쫓아준다는 신장상이 새겨져 있다. 대좌의 맨 윗부분은 연꽃이 활짝 핀 반원형 모양이고 연꽃 안에 작은 꽃무늬가 새겨져 있어 화려함을 더해준다.
광배 및 대좌의 양식이 9세기 이후에 나타나는 것들과 유사한 양식적 특징을 보여주고 있는 것으로 미루어 보아 통일신라 후기에 만들어진 작품으로 추정된다.

## 참고 자료
- 홍천 물걸리 석조대좌 및 광배 - 국가유산청 국가유산포털